# Amata gigantea
Amata gigantea là một loài bướm đêm thuộc phân họ Arctiinae, họ Erebidae.